# Prise de terrain
La prise de terrain désigne la phase d'approche de la zone de posé en parapente et en parachutisme sportif.

## Type d'approche
Il existe différents types d'approche. Les plus connues sont la PTU, la PTL, la PTS et la PT8. (PT pour prise de terrain). 
- La PTL consiste à faire une trajectoire d'approche en forme de U. À la fin de son vol le pilote arrive au vent (pas au-dessus) du terrain d'atterrissage, dans le sens contraire où il va atterrir : il se met en branche vent arrière (vent dans le dos) ; puis il fait un virage à 90° (vers le terrain) pour l'étape de base; puis un deuxième virage à 90°, pour se retrouver dans l'axe de piste, de préférence face au vent, pour la finale.
- La PTU : identique à la PTL sans l'étape de base (donc en forme de U). Résultant souvent à une finale plus courte qu'en PTL.
- La PTS : le pilote se met dans la perspective (sous le vent) du terrain d'atterrissage. Pour perdre de l'altitude, il fait des « S »  (et continue donc d'avancer vers le terrain d'atterrissage)
- La PT8 : même principe que la PTS, mais cette fois, le pilote fait du « sur place » : il n'avance plus vers le terrain. Il fait donc des « 8 » au-dessus du sol.

Prise de terrain en U
Prise de terrain en S
Prise de terrain en 8

En parapente, PTS et PT8 sont souvent considérées comme plus faciles et intuitives puisque le pilote "avance" vers son point d'atterrissage par virages successifs. La PTU est pourtant obligatoire sur de nombreux sites, car elle permet de mieux réguler le trafic, les trajectoires des pilotes étant parallèles, et prédictibles.
Dans le cas du parachutisme sportif, la PTU est l'approche utilisée lorsque le posé doit se faire sur la zone prévue. Cela pour la même raison que pour la parapente : permettre à plusieurs parachutistes de se poser sur une même zone en sécurité et ainsi organiser le trafic. Dans le cas d'un posé hors zone, où la précision peut se révéler nécessaire pour éviter des obstacles, la PTS est de rigueur. Les autres prises de terrain sont peu utilisées.

## Construction d'une PTU
Afin de bien construire une PTU, il est utile de repérer des points remarquables matérialisant la trajectoire à suivre.
Pour les débutants, on repèrera des points de passages concrets autour du terrain (maison, arbre, chemin ...) en observant les trajectoires des pilotes qui atterrissent.
Dans un cadre plus général, on peut utiliser par exemple le plan de visée à 45° de la médiane du terrain, qui a pour avantage  d'exprimer la distance à parcourir en fonction de la longueur de l'étape de base. 
Dans ce plan, on a une altitude égale à {\displaystyle L_{base}} ; 
donc par vent faible ou nul, il faudra parcourir {\displaystyle finesse*L_{base}} pour atterrir. 
- Cet article est partiellement ou en totalité issu de l'article intitulé « Parapente » (voir la liste des auteurs).